# 2024年トマス杯のタイ代表チーム
2024年トマス杯のタイ代表チーム（Thailand's national badminton team at the Thomas Cup 2024）は、2024年トマス杯におけるタイ王国の代表チーム。

## シングルス
- クンラブット・ビチットサーン (世界ランク8位)
2戦2勝
- パニチャフォン・ティーララサクル (世界ランク105位)
3戦1勝
- サラン・ジャムスリ (世界ランク160位)
3戦1勝
- ナチャコーン・プスリ (世界ランク324位)
1戦0勝

## ダブルス
- ピーラッチャイ・スクパン (世界ランク52位)
3戦2勝
- パッカポン・ティーララサクル (世界ランク52位)
3戦2勝
- タナドン・パンパニチ (世界ランク96位)
2戦0勝
- ワチラウィット・ソトン (世界ランク96位)
2戦0勝
- シラウィット・ソトン (世界ランク87位)
1戦0勝
- ナタパット・トリンカジー (世界ランク87位)
1戦0勝